# Avenue Herbert Hoover
Pour les articles homonymes, voir Herbert et Hoover.
L'avenue Herbert Hoover (en néerlandais : Herbert Hooverlaan) est une avenue bruxelloise à cheval sur la commune de Schaerbeek et sur celle de Woluwe-Saint-Lambert qui va du square Vergote à la chaussée de Roodebeek en passant par la rue Knapen, l'avenue Prekelinden, l'avenue du Prince-Héritier, le square Levie et l'avenue de Mars.

## Histoire et description
Herbert Hoover, né le 10 août 1874 et mort le 20 octobre 1964, est le 31e (1929-1933) président des États-Unis.
L'avenue est bordée de maisons de maître de grande taille et de style classique.
La numérotation des habitations va de 7 à 259 pour le côté impair et de 2 à 220 pour le côté pair.

## Adresses notables
à Woluwe-Saint-Lambert :

- no 126 : Myriam Bouziani, artiste-peintre
- no 225 : le peintre et écrivain Jean Raine y a habité
- le politicien belge et bourgmestre Olivier Maingain y vit